# FFAS Soccer League
FFAS Soccer League este primul eșalon din sistemul competițional fotbalistic din Samoa Americană. Deoarece singurul teren de fotbal din Pago Pago a fost distrus de tsunami, campionatul a fost amânat.

## Echipele sezonului 2009
- Black Roses
- Fagasa Youth (Fagasa)
- FC SKBC
- Green Bay (Faga'alu)
- Ilaoa & Toomata (Leone)
- Pago Youth A (Pago Pago)
- Pago Youth B (Pago Pago)
- PanSa
- Tafuna Jets
- Utulei Youth

## Clasamentul sezonului 2009
| Poz | Echipa          | MJ | V | E | Î | GM | GP | G   | Pct | Promovare sau retrogradare |
| --- | --------------- | -- | - | - | - | -- | -- | --- | --- | -------------------------- |
| 1   | Black Roses (C) | 7  | 6 | 0 | 1 | 18 | 6  | +12 | 18  |                            |
| 2   | Ilaoa & Toomata | 7  | 6 | 0 | 1 | 23 | 12 | +11 | 18  |                            |
| 3   | Pago Youth A    | 7  | 5 | 0 | 2 | 40 | 10 | +30 | 15  |                            |
| 4   | PanSa           | 7  | 4 | 1 | 2 | 24 | 17 | +7  | 13  |                            |
| 5   | Fagasa Youth    | 7  | 4 | 0 | 3 | 24 | 18 | +6  | 12  |                            |
| 6   | Tafuna Jets     | 7  | 3 | 1 | 3 | 17 | 18 | −1  | 10  |                            |
| 7   | FC SKBC         | 7  | 3 | 0 | 4 | 27 | 22 | +5  | 9   |                            |
| 8   | Green Bay       | 7  | 1 | 0 | 6 | 13 | 31 | −18 | 3   |                            |
| 9   | Utulei Youth    | 7  | 1 | 0 | 6 | 11 | 33 | −22 | 3   |                            |
| 10  | Pago Youth B    | 7  | 1 | 0 | 6 | 17 | 47 | −30 | 3   |                            |

Sursa: October 2009
Reguli de clasare: 
1) puncte; 2) diferența de goluri; 3) goluri marcate.
POZ = Poziția în clasament; (C) = Campioană; (R) = Retrogradată; (P) = Promovată; (E) = Eliminată; (O) = Câștigătoare de play-off; (A) = Avansează în runda următoare. 
Aplicabil doar când sezonul nu este terminat: 
(Q) = Calificare în faza competiției indicată; (TQ) = Calificare în competiție, dar încă nu în faza indicată; (RQ) = Calificată în competiția de retrogradare indicată; (DQ) = Descalificată din competiție.

## Foste campioane
- 1981: Pago Eagles
- 1982: Pago Eagles
- 1983: Nuu'uli FC
- 1984-91: campionat necunoscut
- 1992: Nuu'uli FC
- 1993-96: campionat necunoscut
- 1997: Pago Eagles
- 1998: campionat necunoscut
- 1999: Konica Machine FC
- 2000: PanSa and Wild Wild West (shared)
- 2001: PanSa
- 2002: PanSA
- 2003: Manumea
- 2004: campionat necunoscut
- 2005: PanSa
- 2006: Tafuna Jets
- 2007: Konica FC
- 2008: Pago Youth
- 2009: Black Roses